# 타타라 할라
타타라 할라는 청나라의 누르하치를 도와서 청제국을 건국한 공신중 하나인 용골대의 가문이다.
왕조가 멸망한 후, 그 후손 중 일부는 그들의 씨족 이름을 중국식 성으로 당(唐), 탄(譚), 촉(舒) 또는 송(松)으로 중국화했다.

## 같이 보기
- 만주족의 성씨